# هانی کریک، شهرستان پوتاواتامی، آیووا
هانی کریک (به انگلیسی: Honey Creek) یک منطقهٔ مسکونی در ایالات متحده آمریکا است که در شهرستان پوتاواتامی، آیووا واقع شده‌است. هانی کریک ۳۰۹٫۰۷ متر بالاتر از سطح دریا واقع شده‌است.